# 成都軌道交通
成都軌道交通（せいときどうこうつう、中文表記: 成都轨道交通）は中華人民共和国四川省成都市市内の地下鉄および市街地と近郊を結ぶ交通機関である。成都地下鉄、成都有軌電車、成都市域鉄路から構成される。

## 概要
中国国内で初めて、地方政府と鉄道部の合資会社が建設と運営を請負う軌道交通システムである。成都市は中国で初めて近郊路線を持つ都市となり、北京・天津・上海・広州・深圳・南京に継いで7番目に、中西部では初めて地下鉄が開通した都市である。2010年5月12日に成灌線が開通し、2010年9月27日に成都地下鉄1号線が開通した。

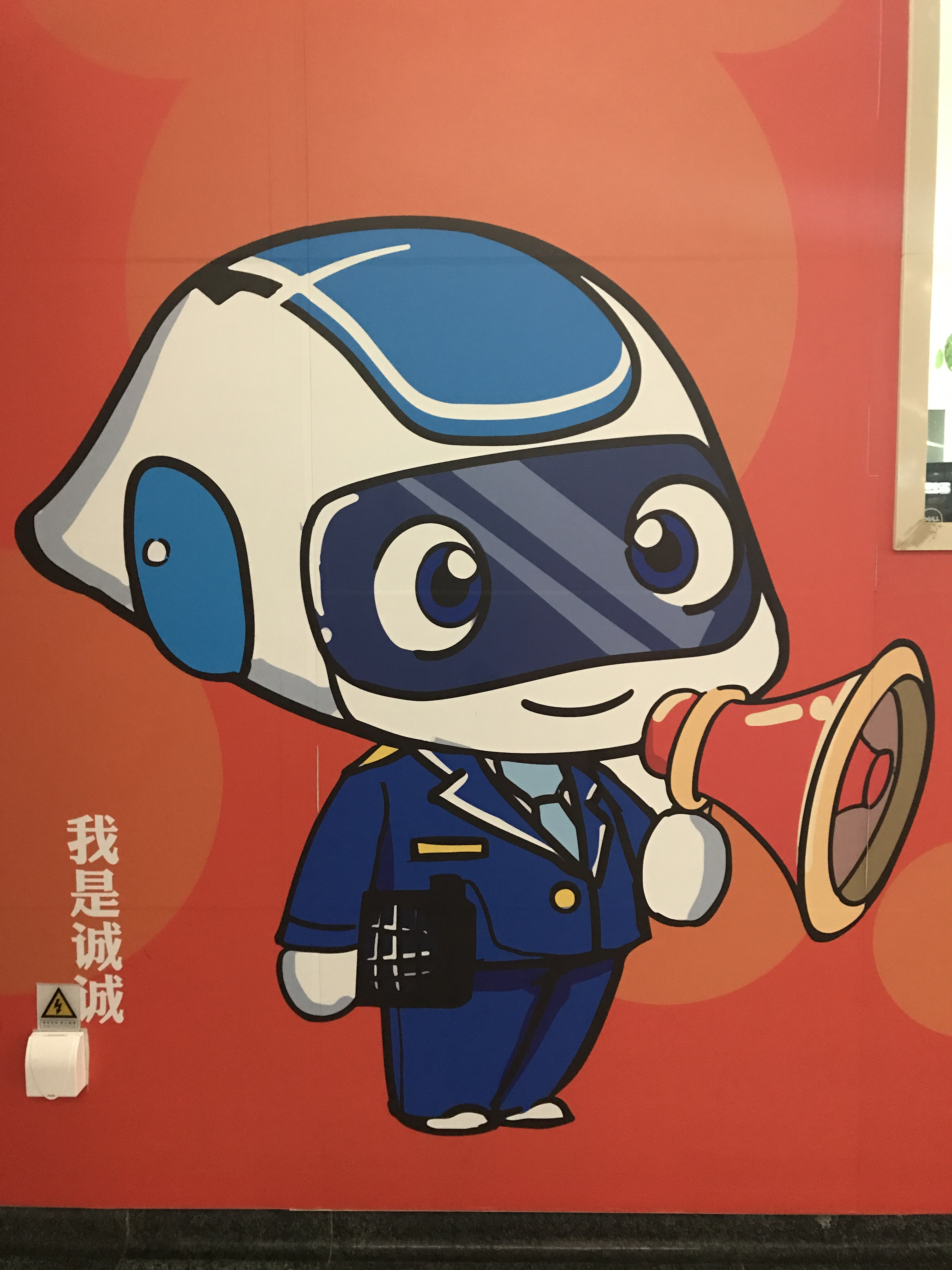
マスコットキャラクター・誠誠
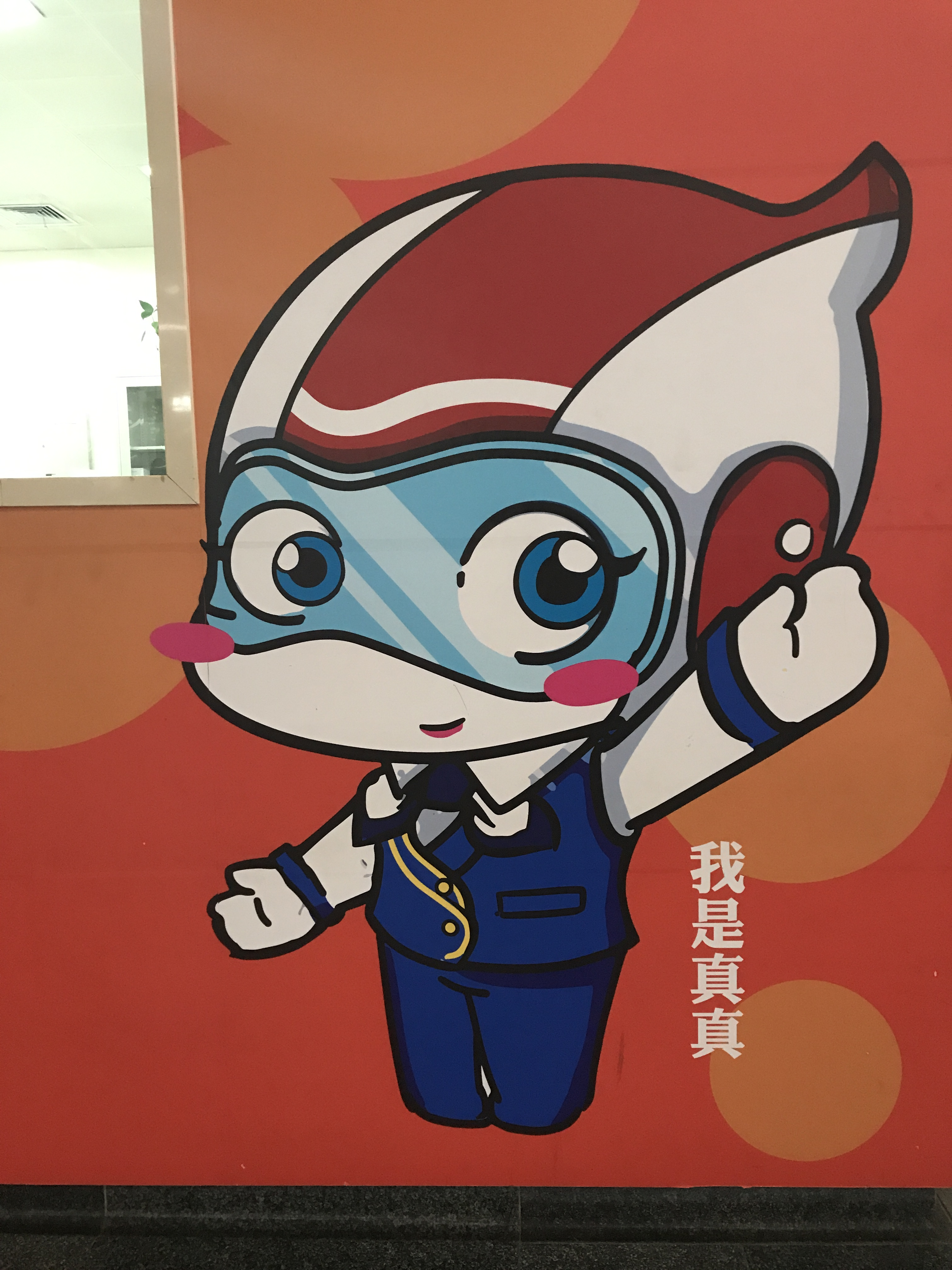
マスコットキャラクター・真真

## 沿革

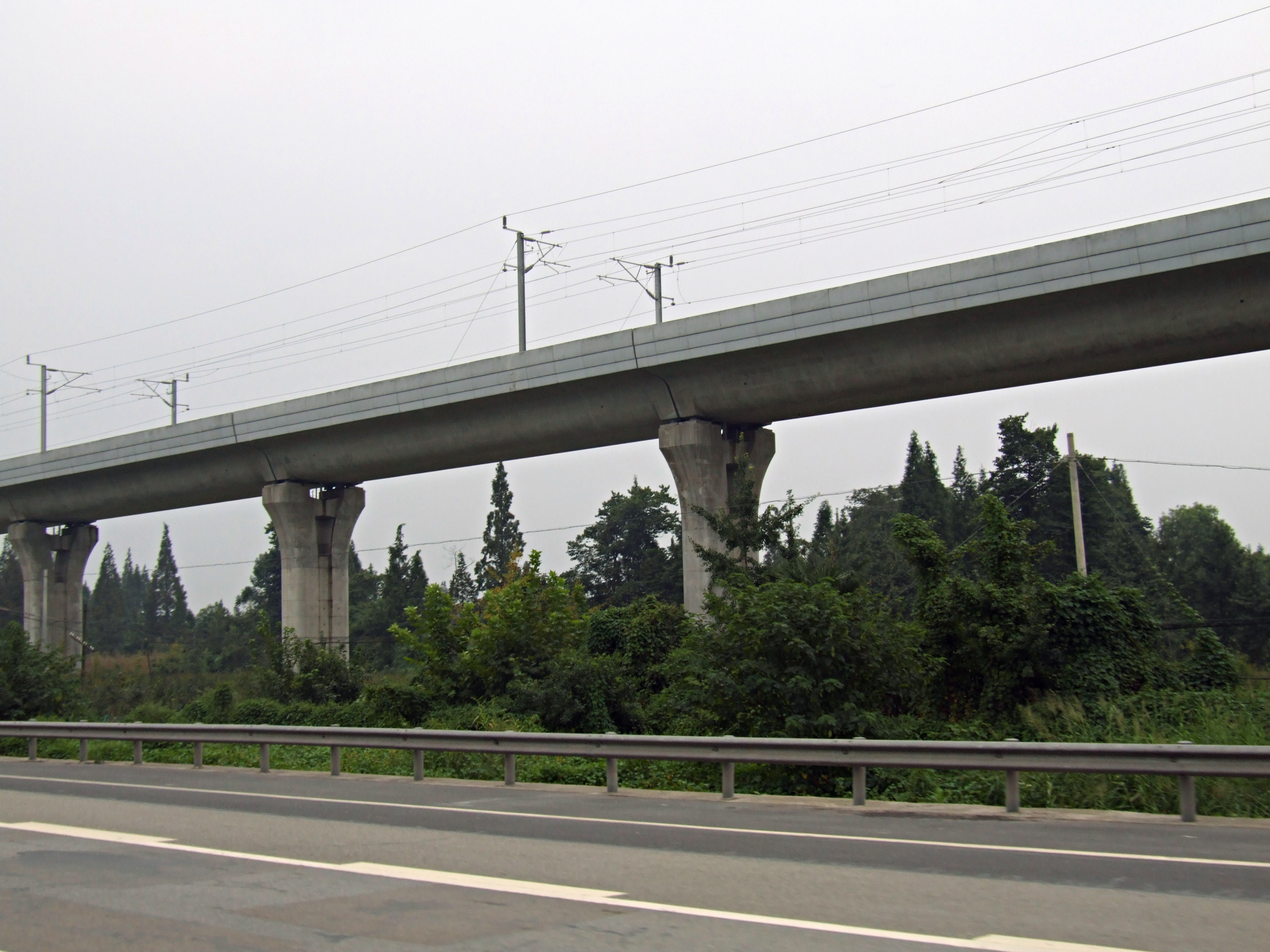
成都市域鉄路成灌線

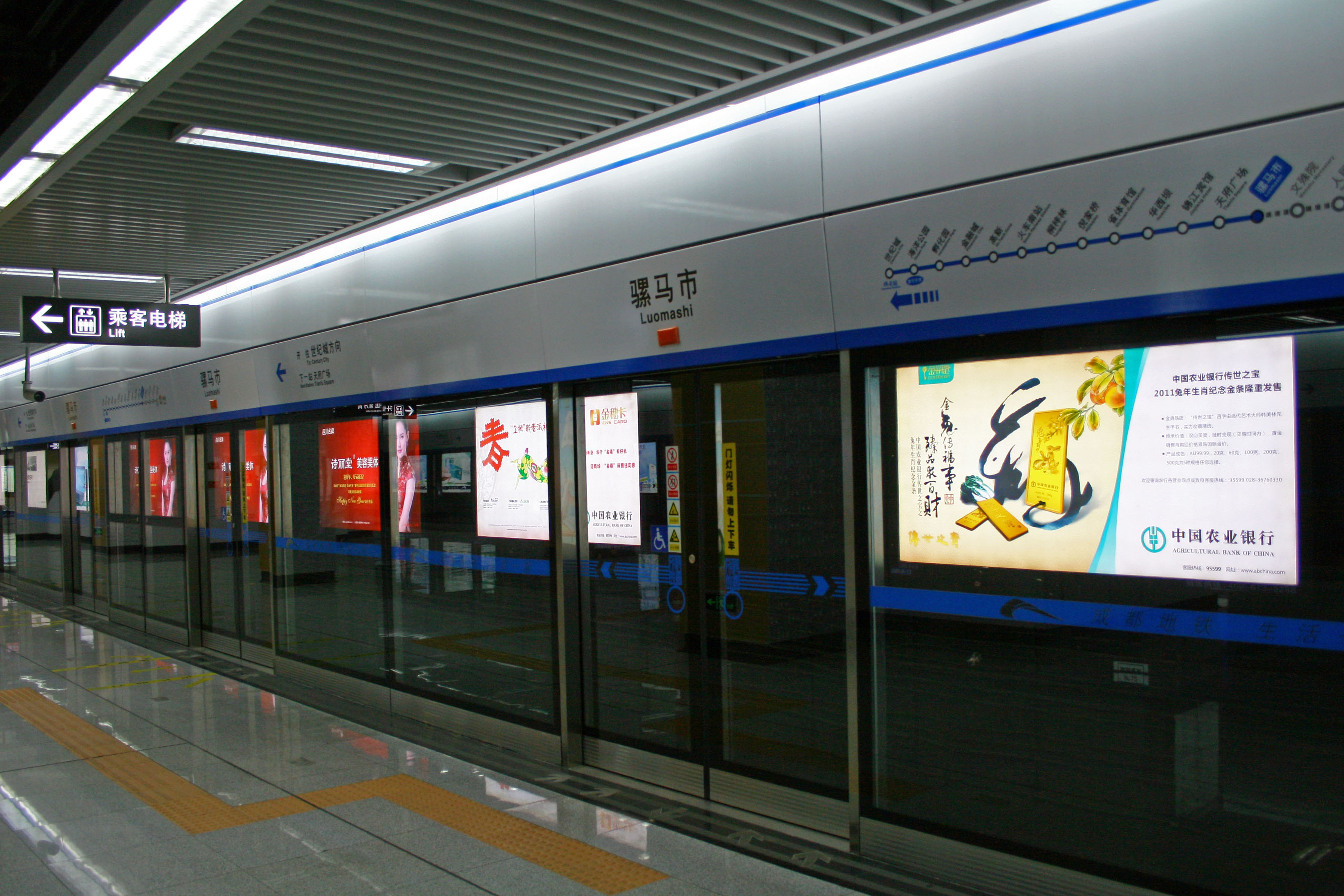
騾馬市駅

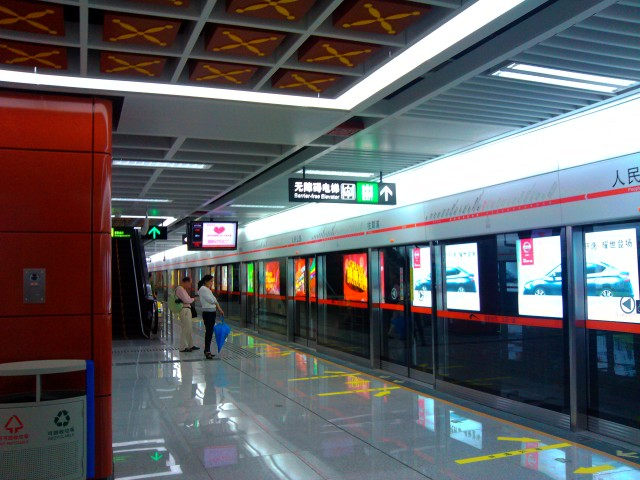
人民公園駅

- 1992年　成都市は城市軌道交通システム計画の制定を始める。
- 2004年10月　成都地下鉄有限責任会社（簡体字: 成都地铁有限责任公司）が成立。
- 2005年年初　成都地下鉄は一部分を先行着工する。
- 2005年8月9日　国家発展改革委員会は、1号線と、2号線の全長54.18kmの建設計画を正式に批准する。
- 2005年10月　国務院は成都市城市快速軌道交通の建設計画を批准する。
- 2005年12月28日　1号線の1期工事が正式に着工する。
- 2008年11月4日　成都市域鉄路成灌線が着工される。
- 2010年5月12日　成灌線が開通する。
- 2010年9月10日　1号線が試運転試乗を開始する。
- 2010年9月16日　鉄道部と成都市が合資で設立した成都軌道交通有限公司（簡体字: 成都轨道交通有限公司）が成立する。
- 2010年9月27日　1号線1期工事区間（昇仙湖－世紀城間）が営業を開始する[3]。
- 2012年9月16日　2号線1期工事区間（茶店子客運站－成都行政学院間）が営業を開始する。
- 2013年6月9日　2号線2期工事西延伸区間（犀浦－茶店子客運站間）が営業を開始する。
- 2014年10月26日　2号線3期工事東延伸区間（成都行政学院－龍泉東間）が営業を開始し、同線が全面開業する。
- 2015年7月25日　1号線2期工事南延伸区間（世紀城－広都間）が開通する[4][5]。
- 2015年12月26日　4号線1期工事区間（非遺博覧園－万年場間）が開通[6][7]。
- 2016年7月31日　3号線1期区間（軍区総医院駅－太平園駅間）が開通。[8]
- 2017年6月2日　4号線2期区間（万盛駅－非遺博覧園駅、万年場駅－西河駅間）が開通。
- 2017年9月6日　10号線1期区間（太平園駅－双流機場2航站楼駅間）が開通。
- 2017年12月6日　7号線（崔家店駅－成都南駅－崔家店駅間）が開通。
- 2018年3月18日　1号線3期区間（韋家碾駅－昇仙湖駅間、広都駅－五根松駅間、四河駅－科学城駅間）が開通。
- 2018年12月26日　3号線2期区間（太平園駅－双流西駅間）および第3期区間（成都医学院駅－軍区総医院駅間）および蓉2号線が開通。
- 2019年12月27日　5号線（華桂路駅－回龍駅間）および10号線第2期区間（双流機場2航站楼駅－新平駅）および有軌電車蓉2号線（晨光駅－郫県西駅と成都西駅－合信路駅）および蓉2号線支線（新業路駅－仁和駅）が開通。
- 2020年9月27日 18号線一期目（火車南駅－三岔）が開通。
- 2020年12月18日 6号線(望叢祠 - 蘭家溝) 、8号線 (十里店 - 蓮花)、9号線(黄田垻 - 金融城東)、17号線(金星 - 機投橋)および18号線(三岔 - 天府空港北)が開通。
- 2024年6月21日建設中の13号線の小南街駅上の道路が崩落。死亡者は出なかった[9]。

## 運営中
|  |

### 地下鉄
| 色 | 路線名 | 営業区間              | 駅数 | 営業キロ | 最初開通日     | 編成両数 | 車両製造所   |
| -- | ------ | --------------------- | ---- | -------- | -------------- | -------- | ------------ |
|    | 1号線  | 韋家碾 - 科学城       | 35駅 | 41km     | 2010年09月27日 | 6両      | 中車青島四方 |
|    | 1号線  | 韋家碾 - 五根松       | 35駅 | 41km     | 2010年09月27日 | 6両      | 中車青島四方 |
|    | 2号線  | 犀浦駅 - 龍泉駅       | 32駅 | 42.3km   | 2012年09月16日 | 6両      | 中車青島四方 |
|    | 3号線  | 成都医学院 - 双流西   | 37駅 | 49.89km  | 2016年07月31日 | 6両      | 中車長春客車 |
|    | 4号線  | 万盛 - 西河           | 30駅 | 43.3km   | 2016年01月01日 | 6両      | 中車長春客車 |
|    | 5号線  | 華桂路 - 回龍         | 41駅 | 49.01km  | 2019年12月27日 | 8両      | 中車長春客車 |
|    | 6号線  | 望叢祠 - 蘭家溝       | 56駅 | 68.76km  | 2020年12月18日 | 8両      | 中車青島四方 |
|    | 7号線  | 崔家店 - 環状線運行   | 31駅 | 38.61km  | 2017年12月06日 | 6両      | 中車青島四方 |
|    | 8号線  | 十里店 - 龍港         | 26駅 | 36.61km  | 2020年12月18日 | 6両      | 中車長春客車 |
|    | 9号線  | 黄田垻 - 金融城東     | 13駅 | 22.18km  | 2020年12月18日 | 8両      | 中車長春客車 |
|    | 10号線 | 太平園 - 新平         | 16駅 | 38.137km | 2017年09月06日 | 6両      | 中車青島四方 |
|    | 17号線 | 金星 - 機投橋         | 9駅  | 26.145km | 2020年12月18日 | 8両      | 中車青島四方 |
|    | 18号線 | 火車南站 - 天府機場北 | 12駅 | 69.39 km | 2020年09月27日 | 8両      | 中車青島四方 |
|    | 19号線 | 金星 - 天府機場北     | 19駅 | 62.69km  | 2020年12月18日 | 8両      | 中車青島四方 |

### 市域鉄路(国鉄)
■成灌線：成都駅－青城山駅間 67km、14駅
■成灌線彭州支線：郫県西駅－彭州駅間 21.2km、7駅
■成灌線離堆支線：都江堰駅－離堆公園駅間 6km、4駅
■成蒲線：99km、12駅

### 有軌電車
蓉2号線：成都西駅－郫県西駅
蓉2号線支線：新業路駅－仁和駅

## 事業中

### 地下鉄
| 色 | 路線名 | 工事名 | 工事区間                           | 駅数 | キロ程   | 着工           | 開通予定  | 可決文書 |
| -- | ------ | ------ | ---------------------------------- | ---- | -------- | -------------- | --------- | -------- |
|    | 10号線 | 三期目 | 太平園 - 人民公園                  | 4駅  | 5.5km    | 2019年10月     | 2023年6月 |          |
|    | 13号線 | 一期目 | 瓦窯灘 - 龍安                      | 21駅 | 29.07km  | 2020年11月11日 | 2024年末  |          |
|    | 17号線 | 二期目 | 陽公橋 - 高洪                      | 18駅 |          | 2019年12月30日 |           |          |
|    | 18号線 | 三期目 | 倪家橋 - 火車北駅 天府機場北- 官堰 | 6駅  |          |                |           |          |
|    | 27号線 | 一期目 | 石仏 - 蜀鑫路                      | 23駅 | 24.86km  | 2020年05月18日 | 2024年末  |          |
|    | 30号線 | 一期目 | 双流機場2航站楼 - 白鶴林           | 23駅 | 26.284km | 2020年05月18日 | 2024年末  |          |

## 計画中
■成金線：
■第二機場線：
■灌大新線：都江堰－大邑－新津

### 有軌電車
蓉1号線